# Sphaeroniscus frontalis
Sphaeroniscus frontalis là một loài chân đều trong họ Scleropactidae. Loài này được Richardson miêu tả khoa học năm 1912.